# Ulica Prądnicka w Krakowie
Ulica Prądnicka – ulica w Krakowie, w jego północnej części, na Krowodrzy, w dzielnicy V Krowodrza i dzielnicy IV Prądnik Biały.

## Historia
Ulica istniała już w czasach średniowiecza, a w XVIII wieku została przebudowana na drogę prowadzącą w kierunku Prądnika Białego. 
W latach 1850–1855 drogę przebudowało austriackie wojsko, tym razem na drogę dojazdową do powstałych wówczas fortyfikacji. W 1911 roku jej bieg został zmieniony, po wykonaniu podkopu dla ulicy pod torowiskiem kolejowym, tak aby ulica przez niego przebiegała. Pozostał fragment dawnej ul. Prądnickiej, to dzisiejsza ul. Zbożowa. W 1912 roku Rada Miasta Krakowa nadała ulicy obecną nazwę.

## Przebieg
Ulica rozpoczyna swój bieg od skrzyżowania z aleją Juliusza Słowackiego, jest przedłużeniem ulicy Długiej. Następnie biegnie na północ i krzyżuje się tam z m.in.: ulicą Lubelską i Wrocławską. Dalej ulica Prądnicka biegnie w kierunku północno-zachodnim, gdzie na wysokości skrzyżowania z ul. Kazimierza Siemaszki, przebiega pod estakadą kolejową, przez którą przebiega m.in.: Linia kolejowa nr 133. Ulica Prądnicka od miejsca przekroczenia estakady kolejowej, zaczyna wchodzić w skład Dzielnicy IV Prądnik Biały, natomiast cała poprzednia część ulicy wchodzi w skład Dzielnicy V Krowodrza. Potem, przy skrzyżowaniu z ulicą Doktora Twardego, ul. Prądnicka biegnie dalej na północ, aż kończy swój bieg przy skrzyżowaniu z ulicą Opolską.
Ulica mierzy około 2,2 km długości.

## Infrastruktura
Ulic Prądnicka jest dwukierunkowa, w części dwupasmowa. W otoczeniu owej drogi znajduje się m.in. Szpital Miejski Specjalistyczny im. Gabriela Narutowicza, Park Kleparski, Szpital Specjalistyczny im. Jana Pawła II oraz pawilony handlowo-usługowe, a także osiedla mieszkaniowe wypełniające w znacznej części otoczenie ulicy.
Po przekroczeniu kładki kolejowej, wzdłuż ulicy Prądnickiej, przez około 200 metrów, po wschodniej stronie biegnie torowisko tramwajowe Krakowskiego Szybkego Tramwaju, które następnie przebiega przez ul. Doktora Twardego.

## Zabudowa
Po zachodniej stronie ulicy:
- ul. Prądnicka 4 – kamienica, zbudowana w latach 30. XX wieku.
- ul. Prądnicka 6 – kamienica, zbudowana w latach 30. XX wieku.
- ul. Prądnicka 8 – kamienica, zbudowana w 1933 roku według projektu Stanisława Filipkiewicza.
- ul. Prądnicka 29 – kamienica, zbudowana w 1932 roku według projektu Józefa Chmielewskiego.
- ul. Prądnicka 31 – kamienica, zbudowana w 1937 roku według projektu Leona Liebermana.
- ul. Prądnicka 35-37 – szpital miejski im. Gabriela Narutowicza, zbudowany w 1934 roku według projektu Eugeniusza Ronka i Wacława Krzyżanowskiego.
- ul. Prądnicka 68 – kamienica, zbudowana w 1938 roku według projektu Stefana Matuszyńskiego.
- ul. Prądnicka 72 – dawna huta szkła, zbudowana w XIX wieku, w latach 1931–1932 przebudowana na cele mieszkalne, według projektu Stanisława Kryłoszańskiego.
- ul. Prądnicka 72b – willa, zbudowana w 1891 roku, w latach 1931–1932 przebudowana na cele mieszkalne.
- ul. Prądnicka 80 – zabytkowy zespół miejskich zakładów sanitarnych, zbudowany około 1892 roku według projektu Jana Zawiejskiego. 19 marca 1997 został wpisany do rejestru zabytków nieruchomych.

Po wschodniej stronie ulicy:
- ul. Prądnicka 28-30 – zespół Dworca Towarowego, zbudowany w latach 1910–1912.
- ul. Prądnicka 34 – zabytkowa rogatka miejska „Prądnicka”, zbudowana w latach 1910–1911 według projektu Zygmunta Ostafina. 10 kwietnia 2013 roku wpisana do rejestru zabytków nieruchomych.
- ul. Prądnicka 48 – magazyn, zbudowany w XX wieku.
- ul. Prądnicka 65 – zakład produkcyjny, zbudowany w 1929 roku według projektu Władysława Kleinbergera.
- ul. Prądnicka 74A – dawna huta szkła, zbudowana w 1891 roku, w latach 1931–1932 przebudowana na cele mieszkalne.
- ul. Prądnicka 89 – dom, zbudowany w 1926 roku według projektu Stefana Polańskiego.

Opracowano na podstawie źródła: Gminnej ewidencji zabytków – Kraków.

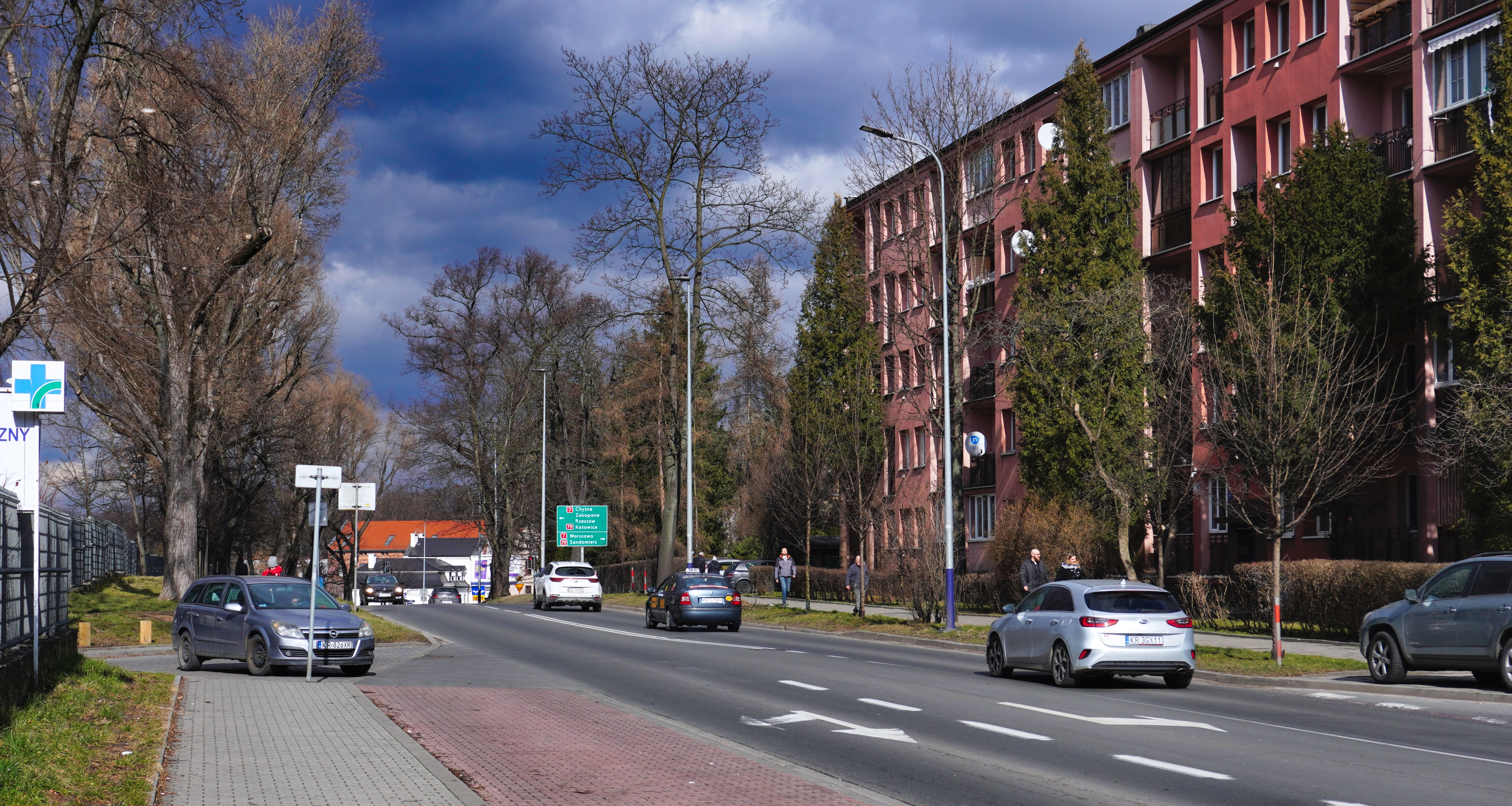
Widok na północ od skrzyżowania z ulicą Zdrową
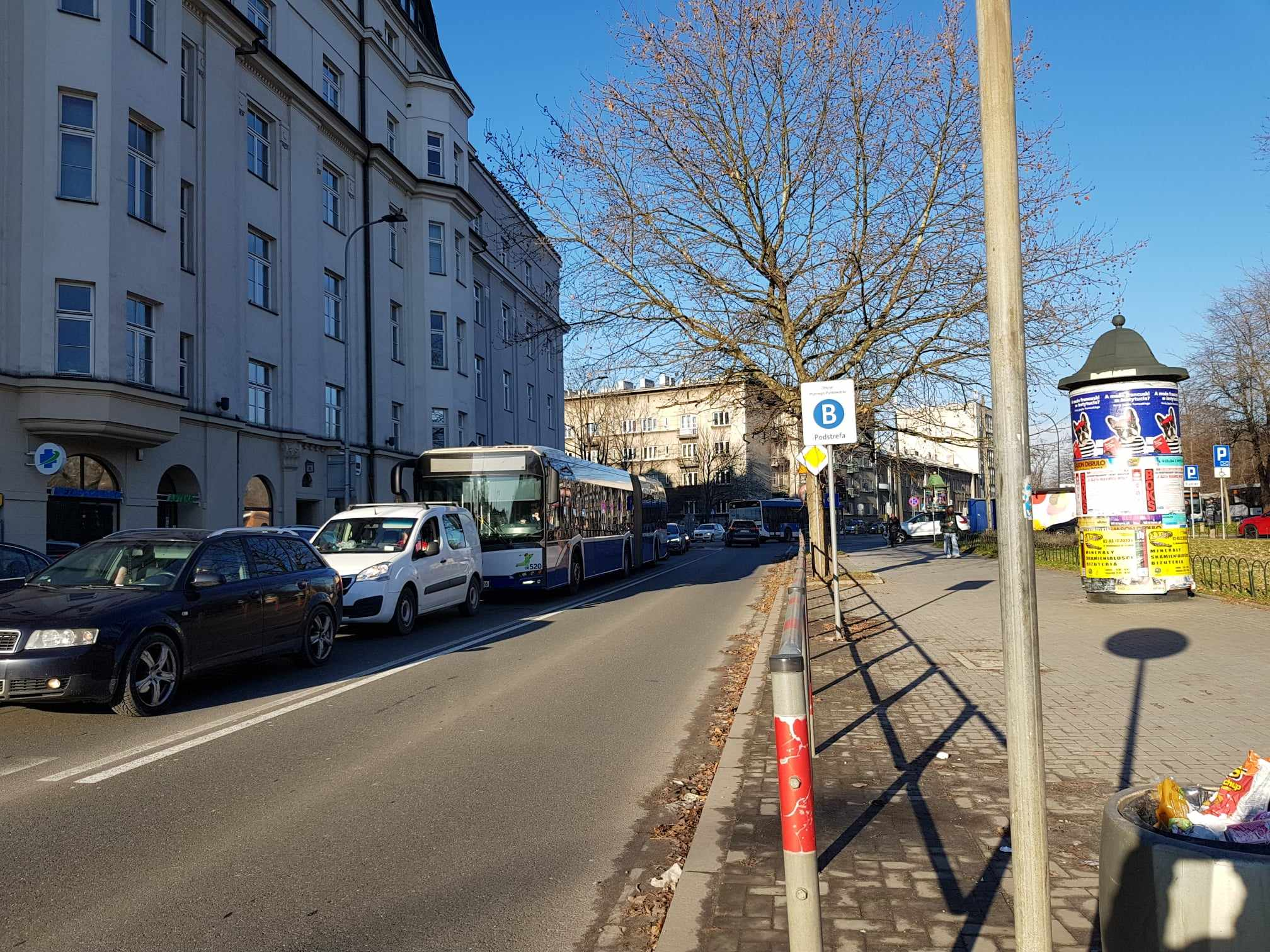
Widok na północ od skrzyżowania z aleją Juliusza Słowackiego
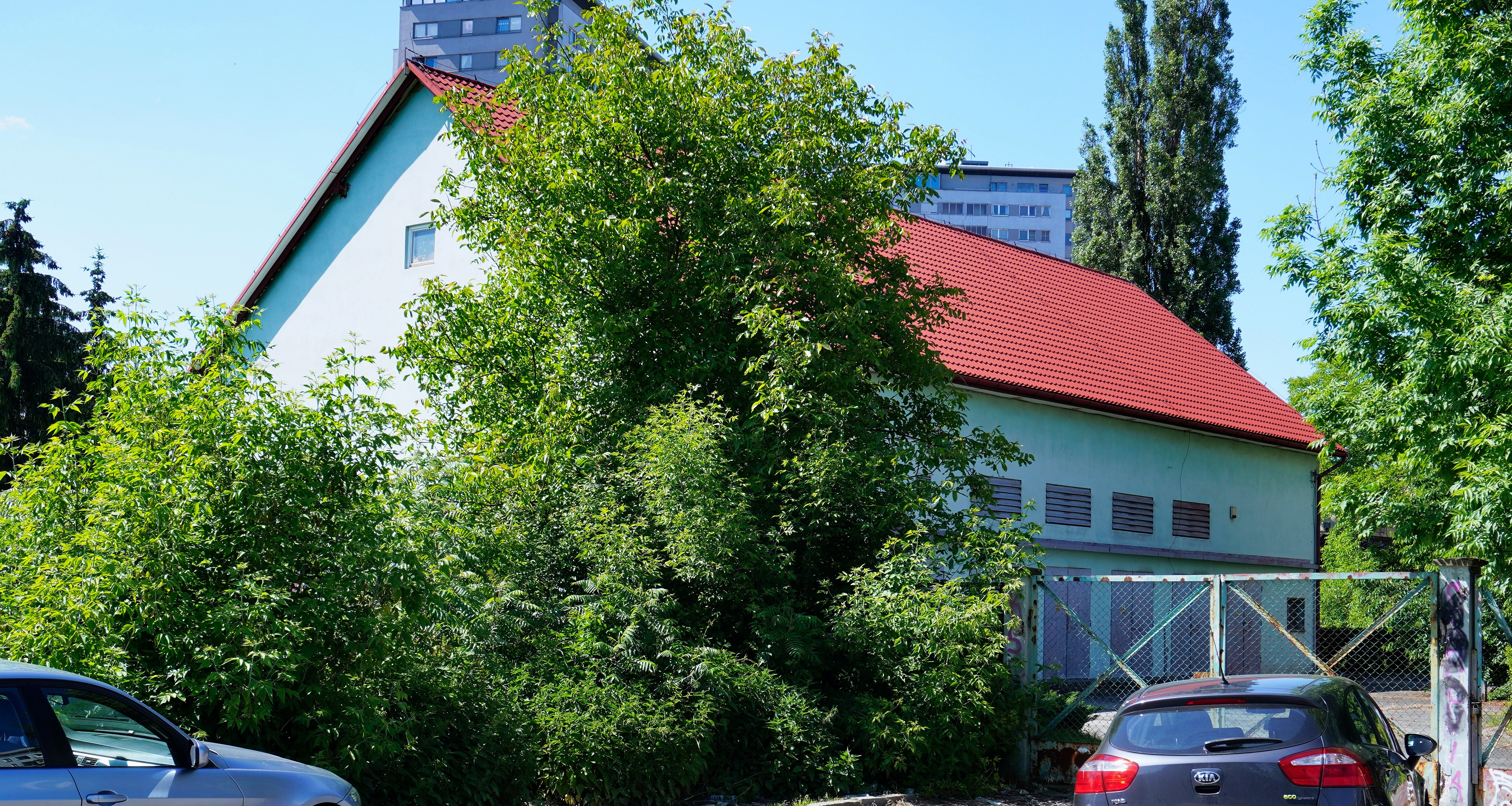
Zabytkowa rogatka miejska „Prądnicka”